# Régiment des éclaireurs algériens
Le régiment des éclaireurs algériens est une unité ayant combattu lors de la guerre franco-allemande de 1870 sous les ordres du lieutenant-colonel Ernest Goursaud. Il était composé d'escadrons des 1er, 2e et 3e régiment de spahis algériens.